# Luki Botha
Lukas »Luki« Botha, južnoafriški dirkač Formule 1, * 17. januar 1930, Tswane, Gauteng, Južna Afrika, † 19. marec 2006, Gauteng, Južna Afrika.

## Življenjepis
V svoji karieri je nastopil le na domači in prvi dirki sezone 1967 za Veliko nagrado Južne Afrike, kjer je z dirkalnikom Brabham BT7 lastnega privatnega moštva dirko sicer končal, a bil zaradi več kot dvajsetih krogov zaostanka za zmagovalcem neuvrščen. Umrl je leta 2006.

## Popolni rezultati Formule 1
(legenda) (odebeljene dirke pomenijo najboljši štartni položaj, poševne pa najhitrejši krog, †-uvrščen kljub odstopu)
| Leto | Moštvo     | Šasija      | Motor             | 1      | 2   | 3   | 4   | 5   | 6  | 7   | 8   | 9   | 10  | 11  | Prv | Toč |
| ---- | ---------- | ----------- | ----------------- | ------ | --- | --- | --- | --- | -- | --- | --- | --- | --- | --- | --- | --- |
| 1967 | Luki Botha | Brabham BT7 | Climax Straight-4 | JAR NC | MON | NIZ | BEL | FRA | VB | NEM | KAN | ITA | ZDA | MEH | -   | 0   |